# Nitschkia macrospora
Nitschkia macrospora är en svampart som beskrevs av Teng 1934. Nitschkia macrospora ingår i släktet Nitschkia och familjen Nitschkiaceae.   Inga underarter finns listade i Catalogue of Life.